# District régional de qathet
Le district régional de qathet (anciennement le district régional de Powell River) en Colombie-Britannique est situé dans le Sud-Ouest de la province. Le siège du district régional se situe à Powell River. En juillet 2018, le district régional a changé son nom pour le district régional de qathet, qat̓ᶿət ou q̓at̓ᶿət signifiant « rassembler, travailler ensemble » en comox,,..

## Démographie
| 2006   | 2011   | 2016   |
| ------ | ------ | ------ |
| 19 599 | 19 906 | 20 070 |